# 谢贻权
谢贻权（1923年—），男，江苏苏州人，中国工程力学教育家，曾任浙江大学力学系系主任、教授，中国力学学会理事。